# حازم هاشم
حازم هاشم السمان، (1937 - 1 أغسطس 2016)كاتب وصحفي مصري 
يعتبر حازم هاشم من أشهر كتاب جريدة الوفد الذي كان يكتب العامية، ومن أوائل من كتب مقالات ثقافية وسياسية، وكان مشرفا على الصفحة الثقافية، وباب مع الشكر، واشتهر بعموده الصحفي بالوفد "مكلمخانة"، كما أصدرت له وزارة الثقافة المصرية العديد من الإصدارات والكتب، وجمعت له مقالاته الصحفية في إصدارات عديدة.

## حياته
حازم هاشم ” درس الأدب والنقد في أكاديمية الفنون وتخرد عام 1970 ، وعمل في مؤسسة دار الهلال ومجلة الإذاعة والتليفزيون وشارك في تأسيس جريدة الوفد والتي عمل بها مسئولا عن القسم الثقافي لسنوات طويلة.

## مسيرته
التحق في بداية حياته الصحفية بدار الهلال ثم مشرفا على الصفحة الثقافية بجريدة الشعب لعدة سنوات ليستقر كرئيس تحرير لمجلة الإذاعة والتليفزيون حتى تقاعده.
ونقلا عن الكاتب عباس الطرابيلي رئيس تحرير جريدة الوفد الأسبق، فأن الأستاذ حازم هاشم أحد الأربعة الأوائل الذين أسسوا جريدة الوفد. وكان في هذه الفترة صحفيًا في جريدة الشعب وظل حازم هاشم رئيسًا ومشرفًا على الصفحة الثقافية منذ عام 1984 حتى رحيله.

## مؤلفاته
- المؤامرة الإسرائيلية على العقل المصري: أسرار ووثائق.[7]
- صور من الفساد الجامعي
- حكاوي البلاوي في الفن والصحافة
- من أحوال المحروسة
- ليل ونهار

## وفاته
قبل أسبوعين من وفاته أصيب في ساقه إثر سقوطه على الأرض، ونقل إلى مستشفى قصر العيني الفرنساوي، لتتدهور حالته الصحية بعد أيام قليلة من دخوله المستشفى، ما اضطر الأطباء إلى نقله للعناية المركزة ليتوفى في وقت لاحق عن عمر ناهز 79عامًا.